# 戴氏細棘鰕虎魚
戴氏細棘鰕虎魚（学名：Acentrogobius dayi）为細棘鰕虎魚屬下的一个种，分布在波斯湾到巴基斯坦的西印度洋。
该鱼的命名是为了纪念印度渔业监察长弗朗西斯·戴（1829-1889）

## 扩展阅读
- 維基物種上的相關：戴氏細棘鰕虎魚
- WoRMS数据：http://www.marinespecies.org/aphia.php?p=taxdetails&id=278778 （页面存档备份，存于）
- Froese, R. & Pauly, D. (eds.) (2019). Austrolebias dayi. FishBase. Version 2019-07.